# Czerwona Ławka
Czerwona Ławka (słow. Priečne sedlo, niem. Roteturmscharte, Roterturmpass, Vordere Rote Bank, węg. Vörös-torony-hágó) – przełęcz w bocznej, odchodzącej w zworniku Małego Lodowego Szczytu (Široká veža), grani słowackich Tatr Wysokich.

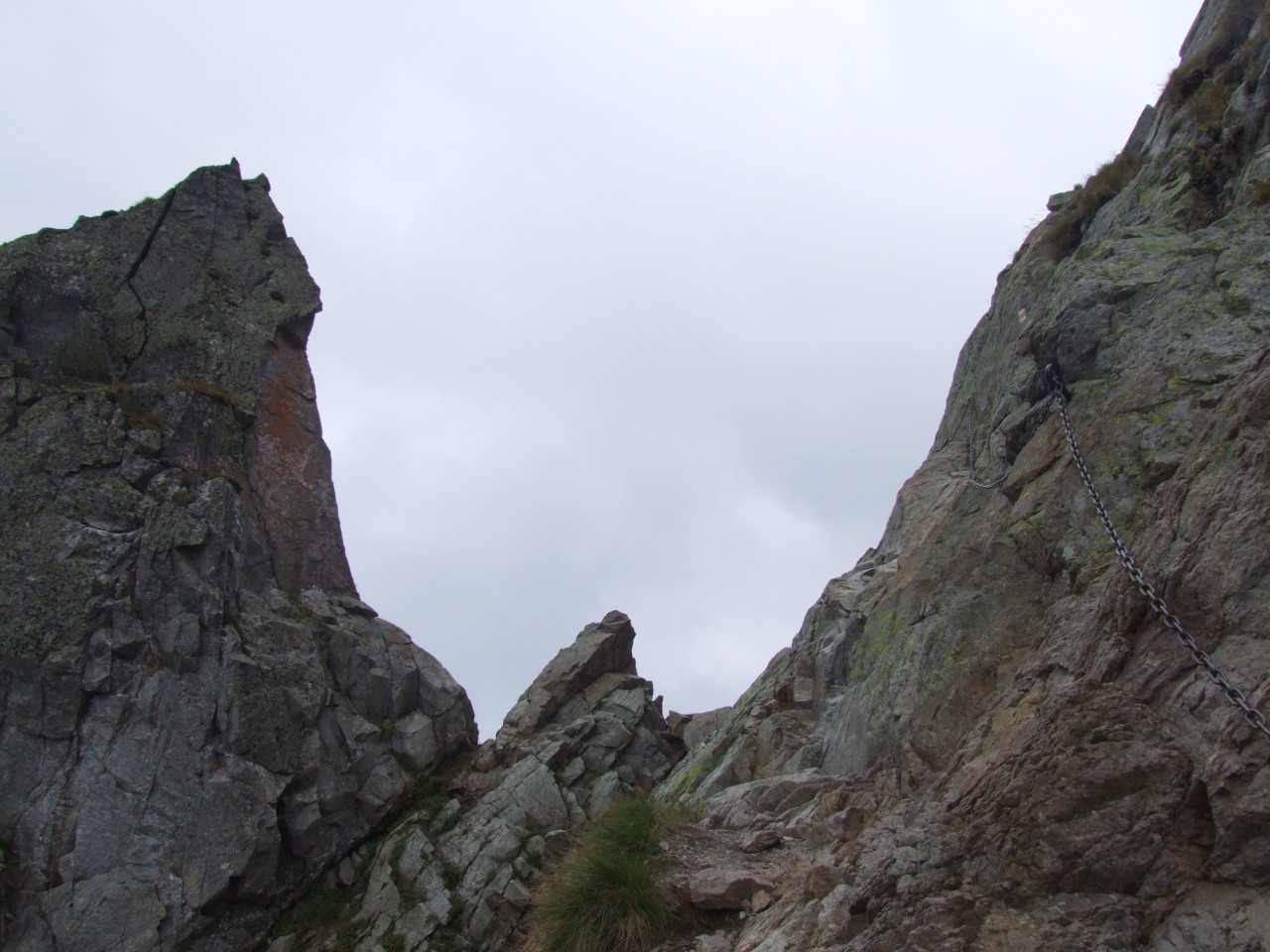
Wyżnia Czerwona Ławka i łańcuchy wyprowadzające na przełęcz

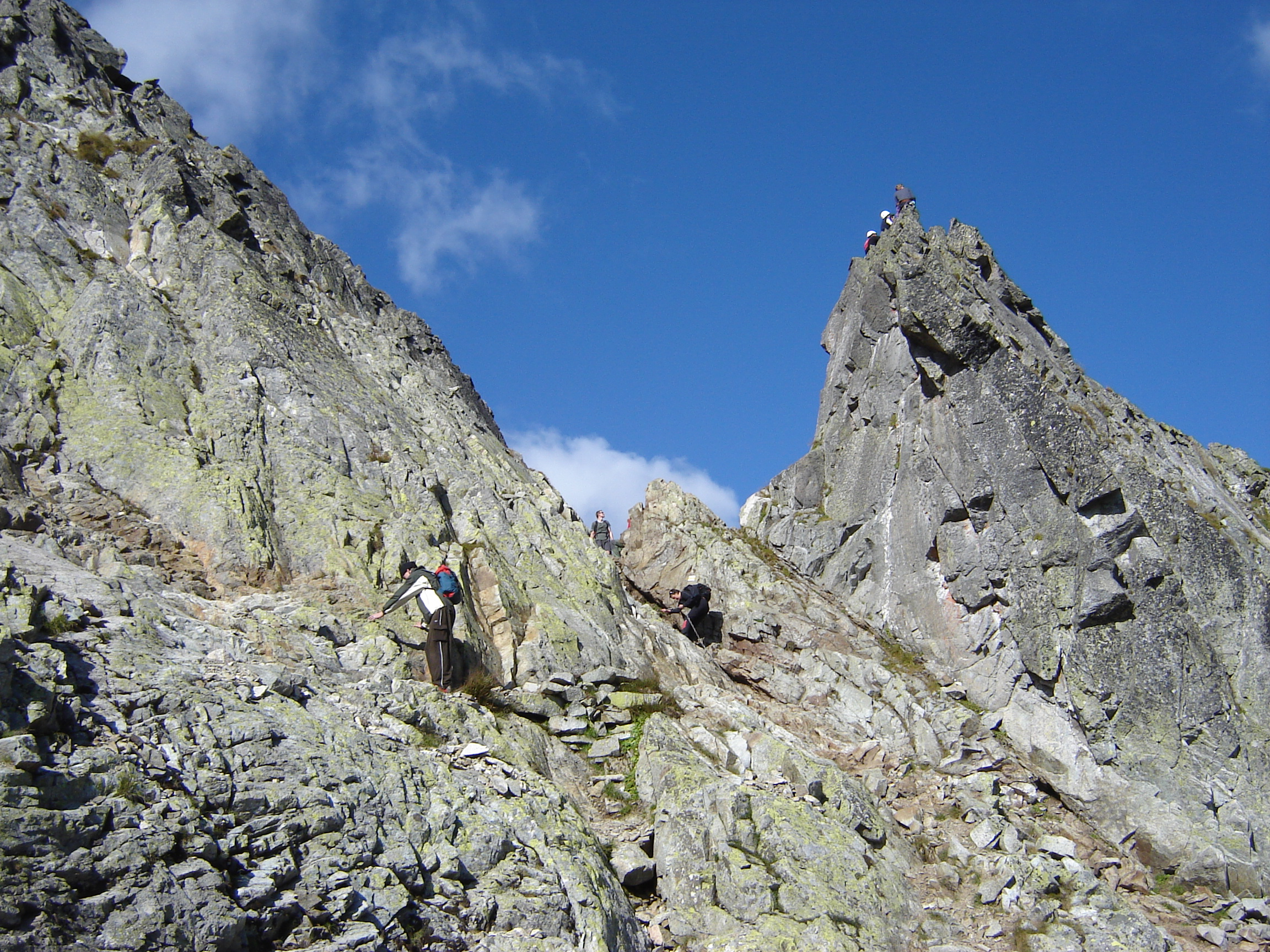
Widok od strony Doliny Staroleśnej. W środku zdjęcia widoczna Mała Spąga, rozdzielająca siodła przełęczy

Przełęcz utworzona jest przez dwa głębokie wcięcia (2309 i 2305 m n.p.m.) pomiędzy Małym Lodowym Szczytem a Spągą groźnie zwieszającą się nad przełęczą. Podawana powszechnie w literaturze wysokość 2352 m mogła odnosić się w rzeczywistości do Spągi, która według nowych pomiarów z lotniczego skaningu laserowego wznosi się na wysokość 2353 m. Wschodnie zbocza spod przełęczy opadają do Dolinki Lodowej (górne odgałęzienie Doliny Małej Zimnej Wody), zbocza zachodnie do Strzeleckiej Kotliny w górnym piętrze Doliny Staroleśnej. Przez Czerwoną Ławkę zbudowano w latach 1935–37 szlak turystyczny. Trasa jest eksponowana i zabezpieczona łańcuchami. Są to jedne z najdłuższych łańcuchów w Tatrach, sama zaś przełęcz nazwana została w 1956 r. przez Jana Alfreda Szczepańskiego „słowackim Zawratem”. Przez wiele lat szlak ten był jednokierunkowy, w 2013 r. zamontowano dodatkowe łańcuchy i klamry umożliwiające bezpieczne przejście w obu kierunkach. W sierpniu 2021 r. otworzono dla turystów alternatywną trasę via ferraty o trudnościach A/B. Poprowadzono ją po skałach powyżej klasycznego szlaku turystycznego. Z przełęczy prowadzi nieoznakowana, najłatwiejsza droga na Mały Lodowy Szczyt.
Czerwona Ławka składa się z dwóch siodeł rozdzielonych niewielką turniczką zwaną Małą Spągą. Siodło znajdujące się bliżej Małego Lodowego Szczytu nosi nazwę Wyżnia Czerwona Ławka, a siodło bezpośrednio poniżej Spągi nazywane jest Niżnią Czerwoną Ławką. Szlak prowadzi przez Wyżnią Czerwoną Ławkę (2309 m). Via ferrata przekracza grań około 10 m powyżej wcięcia Wyżniej Czerwonej Ławki.
Polska nazwa związana jest z kolorem skał poniżej przełęczy, nazwa słowacka to „poprzeczna przełęcz”. Rejon przełęczy zbudowany jest z mylonitów i porasta go bogata flora roślin. Pomimo surowych warunków (duża wysokość nad poziomem morza) stwierdzono tutaj występowanie jeszcze 50 gatunków roślin naczyniowych, w tym aż 8 gatunków skalnic.
Pierwsze znane przejścia turystyczne:
- letnie: Gustav Müller, Wilhelm Roxer i jego brat, w 1846 r.
- zimowe: Tibold Kregczy, Lajos Rokfalusy i Zoltán Votisky, 15 kwietnia 1911 r.[4]

## Szlaki turystyczne
– żółty szlak od Schroniska Téryego w Dolinie Małej Zimnej Wody przez Dolinkę Lodową, Czerwoną Ławkę i górne piętro Doliny Staroleśnej do Schroniska Zbójnickiego. Szlak jest czynny tylko od 1 czerwca do 31 października.
- Czas przejścia ze Schroniska Téryego na przełęcz: 1:30 h
- Czas przejścia z przełęczy do Schroniska Zbójnickiego: 1:45 h